# Giotto Bizzarrini
Giotto Bizzarrini, né le 6 juin 1926 à Livourne en Toscane et mort le 13 mai 2023 à Cecina (Toscane), est un ingénieur en automobile italien ayant exercé son activité à partir de 1954 pour de grands constructeurs comme Alfa Romeo, Ferrari ou Lamborghini.

## Biographie
Après avoir obtenu son diplôme d'ingénieur à l'Université de Pise, il se consacre à sa passion, l'automobile. En 1954 il entre au département expériences du constructeur milanais Alfa Romeo. Cette première activité est de courte durée puisque trois ans plus tard il entre chez Ferrari où il travaille sur le modèle Testa Rossa de 3 litres puis sur la Testa Rossa 500 Mondial de 2 litres. Il participe à la conception de plusieurs versions de la Ferrari 250, les 250 GT SWB, 250 Spider California et 250 GTO. Il est aussi à l'origine du projet Ferrari 854 ou « Ferrarina » délaissé par Enzo Ferrari et repris par ASA.
À cette époque, il se noue d'amitié avec l'ingénieur Carlo Chiti, né en Toscane comme lui et qui travaille aussi chez Ferrari. En 1961, avec Chiti, ils quittent Ferrari et, avec l'aide du comte Volpi di Misurata, fondent la société Automobili Turismo e Sport. Cette société ne survit pas longtemps car Chiti s'occupe de la construction d'une monoplace de Formule 1 et Bizzarini crée la société Autostar à Livourne, spécialisée dans la conception de nouveaux moteurs. Parmi ses premiers clients, on trouve Ferruccio Lamborghini, constructeur de tracteurs agricoles et de matériel de chauffage.
Pour Ferrucio Lamborghini, il crée en très peu de temps un moteur de 3 500 cm3 qui connaît un énorme succès. Il cède les droits à la nouvelle société Lamborghini Automobili qui le monte sur sa première voiture, la Lamborghini 350 GTV.
Peu de temps après, il fait la connaissance de Renzo Rivolta, chef de la société Iso Rivolta implantée à Bresso, près de Milan, qui construit des réfrigérateurs, des motocyclettes et les voiturettes Isetta. Renzo Rivolta veut se lancer dans la construction de voitures sportives de luxe. C'est sur un projet de Bizzarini, un dessin de Bertone et une carrosserie réalisée par la société Sport Cars de Modène que Iso Rivolta présente au Salon de Turin 1963 sa première voiture de sport, l'Iso Grifo.

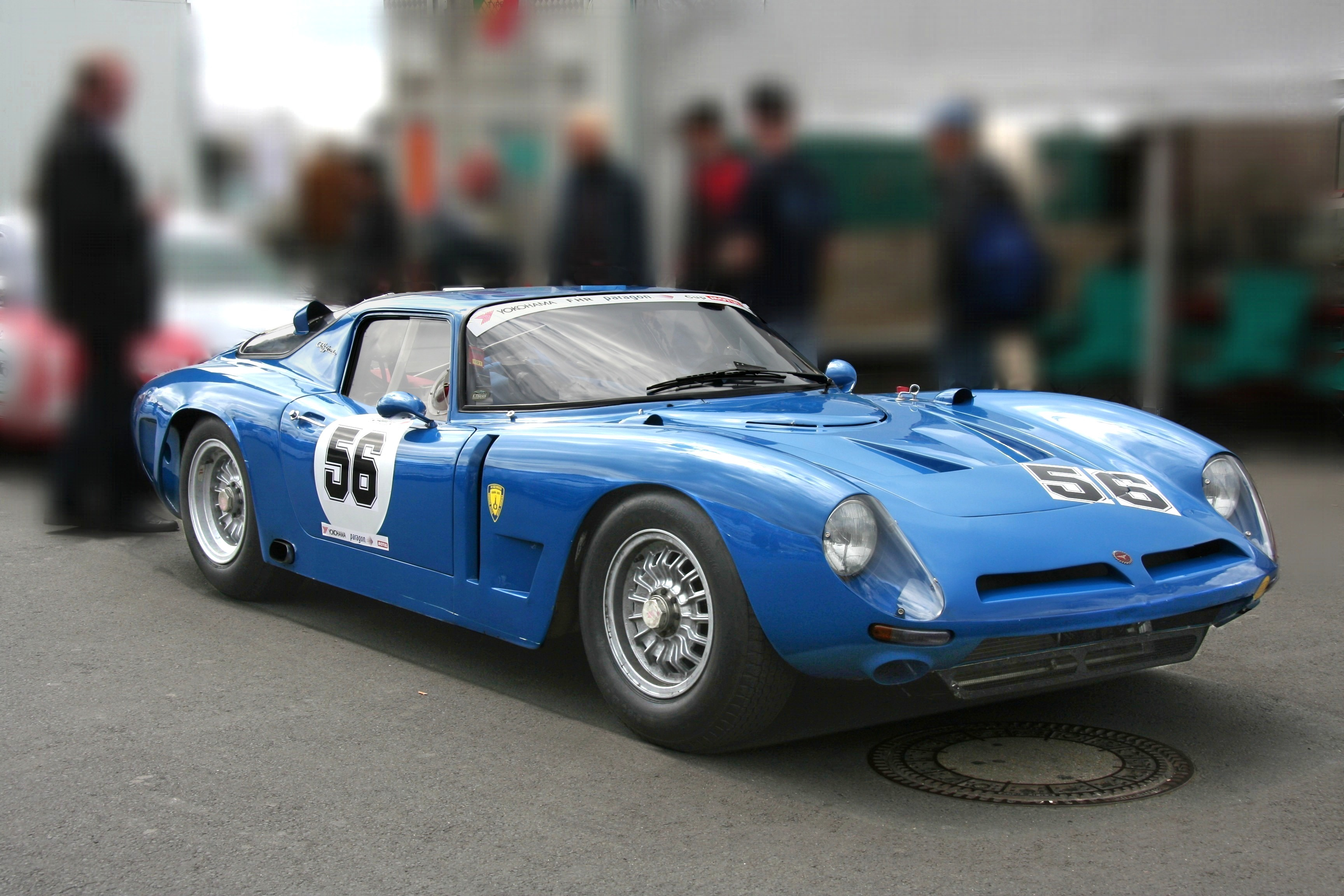
Bizzarrini GT 5300.

En 1964, il crée sa propre société la « Prototipi Bizzarrini » qui deviendra Bizzarini SpA en 1966. En 1969, l'entreprise ferme à la suite de difficultés mais Giotto Bizzarini garde son activité de consultant auprès des plus grands constructeurs automobiles. Il participe à la conception de prototypes comme la BZ 2001, spider sportif avec une mécanique Ferrari.
Après avoir vendu les droits de la marque Bizzarrini en 1985, Giotto crée de nouvelles marques au début des années 2000 : P538 Le Mans, Scuderia Bizzarrini, et Grifo. Il continue de construire des voitures sous l'appellation de ces nouvelles marques.
En 2023, Bizzarini SpA présente la supercar Bizzarrini Giotto dotée d'un V12 atmosphérique de 6 626 cm3, référence à la date de naissance de Giotto Bizzarrini le 6 juin 1926.